# Pål Gunnar Mikkelsplass
Pål Gunnar Mikkelsplass (* 29. April 1961 in Bromma, Nesbyen) ist ein ehemaliger norwegischer Skilangläufer.

## Werdegang
Mikkelsplass gewann mit der norwegischen Staffel zahlreiche Medaillen bei Weltmeisterschaften, darunter zwei goldene. Auf der Einzelstrecke holte er bei der Weltmeisterschaft 1989 die Silbermedaille über 15 Kilometer im klassischen Stil. Die gleiche Platzierung über die gleiche Strecke erreichte er bei den Olympischen Winterspielen 1988 in Calgary.
Mikkelsplass gewann zudem auch mehrere Staffel- und Team-Goldmedaillen bei Norwegischen Meisterschaften im Biathlon, bei denen er für Buskerud gemeinsam mit Frode Andresen, Ole Einar und Dag Bjørndalen antrat.
Verheiratet ist er seit 1994 mit der Langläuferin Marit Mikkelsplass-Wold. Auch sein Bruder Eilif Kristen Mikkelsplass, Ehemann der Biathletin Hildegunn Fossen-Mikkelsplass, war erfolgreicher Skilangläufer.

## Erfolge

### Olympische Winterspiele
- 1988 in Calgary: Silber über 15 km

### Weltmeisterschaften
- 1982 in Oslo: Gold mit der Staffel
- 1985 in Seefeld: Gold mit der Staffel
- 1987 in Oberstdorf: Bronze mit der Staffel
- 1989 in Lahti: Silber über 15 km

### Norwegische Meisterschaften
- 1980: Silber mit der Staffel
- 1981: Bronze mit der Staffel
- 1982: Silber über 30 km
- 1983: Silber mit der Staffel
- 1984: Silber über 15 km, Silber über 30 km, Bronze mit der Staffel
- 1986: Gold über 15 km, Gold über 50 km, Silber mit der Staffel
- 1987: Silber über 15 km
- 1988: Gold über 15 km
- 1989: Gold über 15 km

### Weltcupsiege im Einzel
| Nr. | Datum             | Ort           | Disziplin                       |
| --- | ----------------- | ------------- | ------------------------------- |
| 1.  | 9. Januar 1982    | Reit im Winkl | 15 km Individualstart           |
| 2.  | 18. Dezember 1982 | Davos         | 15 km Individualstart           |
| 3.  | 9. Dezember 1984  | Cogne         | 15 km Individualstart           |
| 4.  | 27. März 1988     | Rovaniemi     | 50 km klassisch Individualstart |

### Weltcup-Gesamtplatzierungen
| Saison  | Platz | Punkte |
| ------- | ----- | ------ |
| 1981/82 | 20.   | 37     |
| 1982/83 | 6.    | 85     |
| 1983/84 | 31.   | 22     |
| 1984/85 | 5.    | 100    |
| 1985/86 | 4.    | 57     |
| 1986/87 | 16.   | 35     |
| 1987/88 | 3.    | 99     |
| 1988/89 | 4.    | 134    |
| 1989/90 | -     | -      |
| 1990/91 | 43.   | 4      |
| 1991/92 | 21.   | 24     |
| 1992/93 | 88.   | 5      |
| 1993/94 | 69.   | 9      |